# Dr. Pacostein
El Dr. Pacostein es un personaje de cómic creado por Joaquín Cera. 

## Trayectoria editorial
La primera historieta del Dr.Pacostein apareció en 1991 en la revista Mortadelo Extra, aunque posteriormente pasaría a publicarse en Zipi y Zape Extra.
La serie quedó interrumpida al dejar de publicarse los tebeos de Ediciones B a principios de 1996. En el año 2004, con el regreso de Pafman, el personaje más famoso del dibujante, a las librerías con TOP cómic, reaparece Pacostein como colaborador del superhéroe de Logroño City.

## Características
El personaje está inspirado en el manga Dr. Slump, cosa reconocida por Cera en la página 37 de Pafdark: El cabestro oscuro, en donde podemos ver que Pacostein lleva escrito en la bata "plagio de Dr. Slump pero sin Arale". Ambas series contienen un estilo de humor disparatado y surrealista.
El Dr. Pacostein iba normalmente acompañado por su ayudante jorobado Fibrulo, (parodiando la pareja formada Víctor Frankenstein y su ayudante Igor) Está locamente enamorado de su compañera de trabajo, la srta Fefis, a la que constantemente intenta conquistar, normalmente por medio de sus extravagantes inventos.

## Historietas
La lista de las aventuras del Dr. Pacostein, siendo mucho menor que la de Pafman, abarca unas cincuenta historietas, que aparecieron inicialmente en la revista Mortadelo Extra a partir del nº 14 (octubre de 1991), y posteriormente en Zipi y Zape Extra.

### Aparecidas enMortadelo Extra
- 14 La fórmula
- 15 El rapto del mono
- 16 Un encargo siniestro
- 17 Papá Noelstein
- 18 los super-vehículos
- 19 El descodificador
- 20 La máquina cruza-mentes
- 21 En busca de la fórmula (1)
- 22 En busca de la fórmula (2)
- 23 Pacostein vs. Mafrune
- 24 Un atleta completo
- 25 ¡Huevos de oro!
- 26 Las gafas de rayos X
- 27 Paleontología paleta
- 28 El elixir Musculator
- 29 Pafman y Dr. Pacostein: La fórmula de Pacostein (1 y 2), continuación de la historieta de Pafman publicada en Super Mortadelo 118.
- 30 Aventura en Cacalandia (1)
- 31 Aventura en Cacalandia (2)
- 32 ¡Invisible!
- 33 Super-Pacostein
- 34 Vuelo accidentado
- 35 ¡Crece, Fibrulo!
- 36 ¡Habla, gato!
- 37 El spray Ailoviú
- 38 Viendo el futuro
- 39 ¿Verano en Navidad?
- 40 El acorazado Pacostein
- 41 Cuestión de puntos
- 42 ¡El suero esclavizador!
- 43 Aficiones bancarias
- 44 El Dr. Cuchipanda
- 45 ¿...Quién llama a la puerta?
- 46 Super-futbolista
- 47 El monstruito
- 48 Aires de la sierra

### Aparecidas enZipi y Zape Extra
- 46 La cápsula encoge-coches
- 47 La cápsula encoge-coches II
- 48 El doctor menguante
- 49 Un super-perro
- 50 Secuestro marcianil
- 51 Un producto codiciado
- 52 El casco comiuniqueison
- 53 En busca del genio (1ª parte)
- 54 En busca del genio (2ª parte)
- 55 Fefis guardia jurado
- 56 El último pez
- 57 El rally
- 58 El super-imán
- 59 La torre del pirata
- 60 A volar
- 61 ¡Secuestro!

- Datos: Q5659639